# والاس ۲۱۹۰۳
سیارک ۲۱۹۰۳ (به انگلیسی: 21903 Wallace، نامگذاری:1999VE12) بیست و یک هزار و نهصد و سومین سیارک کشف شده‌است که در ۱۰ نوامبر ۱۹۹۹ کشف شد.
قدر مطلق سیارک برابر ۳۸.۹ است.